# Богдан-2251
Богдан 2251 — санитарный автомобиль, разработанный корпорацией "Богдан" на основе китайского Great Wall Wingle 5 и предназначен для вывоза раненых из медицинских подразделений воинского звена в госпитали/лечебные учреждения и оказания в случае необходимости медицинской помощи раненым по базовому и I уровню в процессе эвакуации.

## История
Корпорация «Богдан» выполняла контракт, заключенный в 2016 году с Министерством обороны Украины по поставкам новейших санитарных автомобилей Богдан-2251 в интересах Вооруженных сил Украины. С 2016 года спецавтомобиль поступил на службу к военным медикам ВСУ.
В Министерстве обороны обнародовали, что число новых санитарных автомобилей, которые придут на смену устаревшим УАЗ «буханка» (или «таблетка») до конца 2017 года, составит 130 автомобилей.
В реальности, из первой партии в 100 автомобилей ВСУ приняли за качеством лишь 50. В январе 2018 года член Совета волонтеров при Министерстве обороны Украины Валентина Варава подвергла критике конструкцию автомобиля, сообщив, что из 50 доставленных на фронт машин 25 пришлось ремонтировать или возвращать обратно на завод. По ее словам, медики не хотят использовать этот автомобиль, потому что он сильно трясется и очень неустойчив.
Опыт применения выявил распространенную проблему — топливная система не выдерживает низкого качества топлива, не отвечающего стандарту EN 590 за примеси воды и механических частиц и неквалифицированное обслуживание. Это приводит к выходу из строя машины уже через 5-8 тыс. км пробега, но ремонтировать машины приходится за государственные средства. Сломалась примерно половина из 50 «Богданов», которые были отправлены в зону боевых действий на востоке Украины.
По состоянию на 2017 год был составлен список из 50 необходимых улучшений автомобиля. По словам Александра Ляпуна, топливная система не может быть изменена, которая в большинстве случаев выходит из строя из-за использования некачественного топлива.
14 марта 2018 года в Киеве рабочая группа приняла решение о внесении около 20 изменений в конструкцию и соответствующую техническую документацию для решения проблемных вопросов эксплуатации автомобилей Богдан-2251.
В июле 2018 года Корпорация «Богдан» презентовала обновленную и улучшенную версию санитарного автомобиля. Техника получила более десятка усовершенствований.

Санитарные автомобили «Богдан 2251» приняли участие в параде ко Дню Независимости Украины 24 августа 2018 года в Киеве. Они прошли по Крещатику в составе колонны техники.
В сентябре 2018 года «Богдан» отправил в Вооруженные силы Украины более ста единиц автомобильной техники в рамках выполнения государственного оборонного заказа. В эту партию вошли и обновленные Богдан-2251.
В январе 2019 года компания подписала новые контракты с Министерством обороны на поставку санитарных машин «Богдан 2251».
В ноябре 2019 года НАБУ провело проверку закупок этих автомобилей в 2015—2019 годах, выясняя причины стоимости, которая считалась чрезмерной. В апреле 2021 года ГБР провело обыски у корпорации «Богдан» из-за подозрения в завышении стоимости этого товара и поставке в подразделения ВСУ в особый период некачественной продукции. Сам завод-производитель обанкротился в июле 2021 года.

## Конструкция
На основе первого опыта использования в конструкцию автомобиля был внесен ряд изменений. Поставленные в августе 2018 года имели следующие особенности.
Шасси: усовершенствована топливная система автомобиля, добавлен фильтр с водоотводом, задний мост дооборудован стабилизатором поперечной устойчивости.
Экстерьер: автомобили оборудованы проблесковыми маячками и устройством для подачи специального звукового сигнала, изменилась конструкция «кунгу».
Кабина: установлено переговорное устройство между медицинским отделением и водителем, появилась возможность регулировки подсветки шкалы приборов, возможность отмены обязательного блокировка дверей во время движения.
Медицинский отсек: оборудован автономной системой отопления, уменьшено количество мест для перевозки лежачих раненых с 4 до 3, установлены штатные кронштейны под капельницы, рейки для носилок унифицированы с натовскими образцами, модернизирован механизм их фиксации, верхняя полка отныне отвергается только до горизонтального положения.

## Тактико-технические характеристики
Общие характеристики:
- Базовое шасси: Great Wall Wingle 5
- Колёсная формула: 4х4
- Полная конструктивная масса: не больше 3720 кг (полностью заправленного, укомплектованного изделиями медицинского назначения, водителем-санитаром, двумя медработниками, ранеными, грузом)
- Экипаж: 3 чел
- Раненые (больные), транспортируемые:
  - лежа на носилках: 4
  - лежа на носилках + сидячие 2+4
  - только сидячие: 8
- Количество человек для перевозки (в том числе, водитель-санитар и два медработника): не более чем 11
- Основные габаритные размеры шасси, не больше:
  - длина: 5475 мм
  - ширина: 1950 мм
  - высота (по люку): 2490 мм
- Габаритные размеры медицинского салона, не меньше:
  - длина: 2400 мм
  - ширина:1750 мм
  - высота: 1500 мм
- дорожный просвет: не меньше 187 мм

Двигатель:
тип четырехтактный, четырехцилиндровый, рядный, дизель с турбонаддувом, жидкостного охлаждения
Медицинское оборудование:
- Носилки санитарные типа 11-2200 (ГОСТ 16940-89): 4 шт.
- Ингалятор кислородный типа КІ-4М: 1 шт.
- Набор медицинских шин для верхних и нижних конечностей: 2 компл.
- Аппарат портативный для искусственного дыхания типа АДР-2 или ДП 10.02: 1 шт
- Рюкзак с медицинской комплектацией: 1 шт.
- Крючки для размещения систем инфузионной терапии: 4 шт.

## Операторы
- Украина: 350 в ВСУ, по состоянию на начало 2021 года[14].
  - В 2017 году для нужд медицинской службы Вооруженных Сил поставлено 100 санитарных авто «Богдан»[15].
  - В течение 2018 года получено 101 автомобиль[14], за август 2018 года корпорация «Богдан» передала ВСУ около 50 единиц конструкционно обновленных санитарных автомобилей,[16] а в ноябре того же года — досрочно выполнила контракт на изготовление и поставку санитарных автомобилей Богдан-2251 в медицинские подразделения Вооруженных Сил Украины[17].
  - 149 автомобилей получено ВСУ в течение 2019 года[14].